# Oregon Route 255
Az Oregon Route 255 (OR-255) egy oregoni állami országút, amely észak–déli irányban a U.S. Route 101-gyel párhuzamosan, Brookings és Gold Beach között halad.
A korábban a 101-es út részét képező szakasz Carpenterville Highway No. 255 néven is ismert.

## Leírás
Az útvonal Brookingstól északnyugatra ágazik le a 101-es útról északkeleti irányban. Carpenterville-en áthaladva a pálya déli szakasza a Frontage Roadon a U.S. 101-be torkollik; az északi rész 2,64 kilométerre északra kezdődik. Észak felé haladva a nyomvonal a Sebastian-csúcs közelében újra a magasabb rendű országútba csatlakozik.